# Армяно-венгерские отношения
Армяно-венгерские отношения — дипломатические отношения между Арменией и Венгрией.
- Армения представлена в Венгрии через посольство в Вене, Австрия и почётное консульство в Будапеште, Венгрия.
- Венгрия представлена в Армении через свое посольство в Тбилиси, Грузия и почётное консульство в Ереване, Армения.

В Венгрии проживает около 15 000 человек армянского происхождения.

## История
После окончания Второй мировой войны обе страны находились под коммунистическим господством.Венгерская Народная Республика была сателлитом Советского Союза, а Армянская Советская Социалистическая Республика входила в его состав.
Дипломатические отношения между двумя странами начались в конце холодной войны.
31 августа 2012 года Армения разорвала отношения с Венгрией после экстрадиции Рамиля Сафарова, осуждённого за убийство армянского лейтенанта Гургена Маргаряна в Венгрии в 2004 году, в Азербайджан в обмен на 7 миллионов долларов. Сафаров был помилован по возвращении в Азербайджан. Родственники убитого офицера подали в суд на Венгрию и Азербайджан за нарушение статей 2 (право на жизнь) и 14 (запрет дискриминации) Европейской конвенции по правам человека. Европейский суд по правам человека признал ответчиками по этому делу правительства Венгрии и Азербайджана.
В Ереване протестующие забросали здание почётного консульства Венгрии помидорами и сорвали флаг Венгрии. США также раскритиковали решение освободить Сафарова. В апреле 2013 года исполняющий обязанности министра иностранных дел Армении Эдвард Налбандян заявил, что «Армения [была] готова урегулировать отношения с Венгрией, но Будапешт должен предпринять шаги».
1 декабря 2022 года после переговоров страны согласились восстановить дипломатические отношения и назначить послов.